# Morning Cafe
『Morning Cafe』（モーニングカフェ）は、2004年3月29日から2012年3月30日まで新潟放送運営のBSNラジオで放送されていたラジオ番組。
『モーニングピアス』に替わってスタートした平日朝のワイド番組で、同番組のコーナーをほぼそのまま引き継いでいた。
番組タイトルの表記には揺れがあり、新潟放送公式サイト内でも本項の表題通りの『Morning Cafe』表記と、実際のタイトルロゴ通りの『morning cafe』表記が混在していた。
番組の終了後、替わって『はや・すた』がスタートした。

## 放送時間
いずれも日本標準時。
- 月曜 - 金曜 6:30 - 9:00（2004年3月29日 - 2006年3月31日）
- 月曜 - 金曜 7:00 - 9:00（2006年4月3日 - 2012年3月30日）

## パーソナリティ
- 大杉りさ（2004年3月29日 - 2012年3月29日） - 担当：月曜 - 木曜。2006年3月31日までは金曜も担当していた。
- 小尾浩子（2006年4月7日 - 2007年3月30日） - 担当：金曜[2]。
- 小野沢裕子（2007年4月6日 - 2012年3月30日） - 担当：金曜[3]。

## タイムテーブル

### 7時台
- 7:00 オープニング
- 7:05 情報宝島
- 7:10 SUZUKIハッピーモーニング・鈴木杏樹のいってらっしゃい
- 7:15 JFマリンバンク海の天気予報
- 7:20 ニュース
- 7:30 歌のない歌謡曲
- 7:45 交通速報
- 7:47 お天気コーナー
- 7:50 新潟日報ニュース

### 8時台
- 8:00 話題のアンテナ 日本全国8時です
- 8:15 プリンスモーニングインフォメーション
- 8:20 福宝お出かけリクエスト
- 8:25 ふるさと散歩
- 8:30 武田鉄矢・今朝の三枚おろし
- 8:39 交通速報
- 8:42 ライフパレット
  - 月曜：ボディメンテナンス
  - 火曜：Cooking
  - 水曜：子育て応援
  - 木曜：情報ピックアップ
  - 金曜：モーニングリポーター